# شريان نخاعي أمامي
الشريان النخاعي الأمامي (بالإنجليزية: Anterior Spinal Artery) في علم التشريح، هو وعاء دموي يزوّد القسم الأمامي من النخاع الشوكي بالدم. 

ينبع الشريان النخاعي الأمامي من فروع الشريان الفقري الأيمن والأيسر، ومن ثم ينزل أمام النخاع المستطيل ليتمركز في القسم الأماء للنخاع الشوكي في الشق الناصف الأمامي للنخاع.

## أمراض
انقطاع الشريان النخاعي الأمامي يؤدي إلى اضطراب ثنائي الجانب في السبيل القشري النخاعي، مما يؤدي إلى عجز حركي، واضطراب ثنائي الجانب في السبيل النخاعي المهادي الوحشي، مؤديًا إلى اضطرابات حسية تتمثل بفقدان الشعور بالألم أو بالحرارة. يدعى ذلك بمتلازمة الشريان النخاعي الأمامي. 